# 始めの一歩
「始めの一歩」（はじめのいっぽ）は、A.F.R.Oの配信限定シングル。トイズファクトリーから2015年10月9日に配信された。

## 収録曲
1. 始めの一歩 [4:29]
  - 3rdアルバム『7th』に収録されている曲。
  - 作詞 : A.F.R.O/上中丈弥 作曲 : A.F.R.O
2. 記念日 (piano ver) [3:12]
  - 作詞・作曲 : A.F.R.O/HIDE(GReeeeN)
3. いつだってどこだって [4:28]
  - 作詞・作曲 : A.F.R.O